# Johannes Dukas (Kaisar)
Johannes Dukas (mittelgriechisch Ιωάννης Δούκας; * nach 1006; † 12. Mai 1088) war der jüngere Bruder des byzantinischen Kaisers Konstantin X. Kurz nach der Thronbesteigung seines Bruders 1059 zum Kaisar erhoben, spielte er in der höfischen Aristokratie bis in die Regierungszeit des Kaisers Alexios I. hinein eine wichtige Rolle.

## Leben
Politisch in den Vordergrund trat Johannes Dukas nach dem Tod seines Bruders im Jahre 1067. Er agierte als der natürliche Beschützer der Rechte seines Neffen Michael VII. gegen dessen Mutter Eudokia Makrembolitissa und deren Favoriten Romanos IV. Im Laufe der nächsten drei Jahre wurde Johannes zum erbitterten Feind des neuen Kaisers. Von diesem auf seine Güter in Bithynien ins Abseits geschoben, erfuhr er dort von der katastrophalen Niederlage am 24. August 1071 bei Manzikert gegen die Seldschuken, für die sein Sohn, der General Andronikos Dukas, verantwortlich gemacht wurde.
Nach dem Bekanntwerden der von Romanos IV. ausgehandelten Friedensbedingungen organisierte Johannes einen Volksaufstand gegen den in seldschukische Gefangenschaft geratenen Kaiser. Dies, da die Annahme der Bedingungen durch das hohe Lösegeld nicht nur sehr kostspielig gewesen wäre, sondern vor allem dazu geführt hätte, dass das Byzantinische Reich wegen der vorgesehenen jährlichen Tributzahlungen und die Verpflichtung zur Stellung byzantinischer Hilfstruppen zu einem Vasallenstaat der Seldschuken herabgesunken wäre. Romanos IV. und seine jungen Söhne Leon und Nikephoros wurden daher in Konstantinopel für abgesetzt und der Vertrag für ungültig erklärt, während der verdrängte jugendliche Mitkaiser Michael VII. am 24. Oktober 1071 zum alleinigen Kaiser gekrönt wurde. Johannes übernahm für seinen erst 12-jährigen Neffen die Regentschaft; das Eintreffen seines Sohnes Andronikos mit den Überresten der von Manzikert geretteten Heeresteile befestigte seine Stellung.
1073 zog Johannes zusammen mit seinem zum Oberkommandierenden der kaiserlichen Armee im Osten des Reiches ernannten Sohn gegen die rebellierenden fränkischen und normannischen Söldner unter Roussel Phrangopolos. Es siegten jedoch die Rebellen, die Johannes und seinen Sohn gefangen nahmen. Während der schwer verwundete Andronikos freigelassen wurde, veranlassten die Rebellen Johannes, sich zum Gegenkaiser zu erklären, und planten, mit ihm nach Konstantinopel zu marschieren. Nur mit Hilfe seldschukischer Hilfstruppen konnte schließlich der General Alexios Komnenos die Rebellen besiegen und den – nicht ganz freiwilligen – Gegenkaiser gefangen nehmen. Michael VII. begnadigte seinen Onkel, entzog ihm jedoch die Kaisar-Würde und zwang ihn, Mönch zu werden, wobei der Eunuch Nikephoritzes als der eigentliche starke Mann bei Hofe im Hintergrund die Fäden zog.
Trotz seiner Entmachtung behielt Johannes Dukas einen gewissen Einfluss auf die Politik. Angesichts des Zusammenbruchs der kaiserlichen Autorität in der späten Regierungszeit Michaels VII. und der Bedrohung durch Nikephoros Botaneiates riet er seinem Neffen 1078 zur Abdankung. 1081 floh Johannes aus Konstantinopel und schloss sich Alexios Komnenos an, den er zur Revolte gegen Nikophoros III. anstachelte. Er arrangierte auch die Hochzeit seiner Enkelin Irene Dukaina mit Alexios über die Einwände von dessen Mutter Anna Dalassene hinweg. Alexios I. gestattete Johannes, das Mönchsgewand abzulegen und in seine alte Stellung als Kaisar zurückzukehren. Er blieb Berater des Kaisers bis zu seinem Tod 1088.